# Галликанское исповедание
Галлика́нское испове́дание (лат. Confessio Gallicana, фр. Confession de La Rochelle; англ. Gallic Confession of Faith или French Confession of Faith), тж. Ла-Роше́льское испове́дание — вероучительный документ, официальное исповедание веры Реформатской церкви Франции. Принято на первом национальном синоде в Париже в 1559 году.

## История
Первоначально французские протестанты-кальвинисты, также называемые гугенотами, не имели ни официального символа веры, ни единой организации. Краткое изложение вероучительных принципов («библейских истин») вкладывалось в Библии, а также в издания Нового Завета, за перевод и издание которых во второй трети XVI века взялись протестанты. В 1534 году Ж. Лефевр д’Этапль (лат. Stapulensis) издал французский перевод Нового Завета. В 1552 году Робер Этьенн (лат. Stephanus) издал Библию и Новый Завет на латинском языке, а в 1553 году Ж. Жерар — французский перевод Библии.
Одновременно шёл рост численности протестантов, и через несколько лет многочисленные независимые друг от друга конгрегации Франции, в которых насчитывалось до 400 тысяч протестантов, подошли к необходимости создания единой церковной организации и общего вероисповедного документа. В 1559 году в Пуатье прошла дискуссия о предопределении, в которой принял участие протестантский богослов Антуан Шандьё (1534—1591). По возвращении в Париж он передал местной конгрегации предложение о разработке единого Символа веры и церковного регламента.
Вся эта деятельность разворачивалась в условиях глубокой тайны. Ещё в 1555 году Генрих II издал эдикт, который, приказывая карать смертью всех виновных в ереси, грозил гугенотам сожжением на кострах. После заключения в марте-апреле 1559 года Като-Камбрезийского мира король принялся за искоренение ереси с особенным рвением. В 1559 году при каждом парламенте была учреждена особая комиссия (Chambre ardente), следившая за исполнением эдиктов о еретиках.
И тем не менее 25-28 мая 1559 года в Париже  под председательством пастора парижской конгрегации Жана Мореля — ученика и друга Ж. Кальвина — состоялся первый общенациональный Синод Реформатской церкви Франции. Точное количество делегатов синода неизвестно. В Париж доставили составленный Кальвином текст Исповедания и его письмо к Морелю. Предложенный документ состоял из 35 статей, однако участники синода в результате обсуждения расширили и дополнили первые две статьи, сделав из них шесть. Таким образом, в окончательном варианте принятое синодом Галликанское исповедание состояло из 40 статей.
10 июля 1559 года Генрих II скончался в Париже. В 1560 году Исповедание было представлено в Амбуазе новому королю Франции Франциску II. К документу было добавлено предисловие — обращение к королю с просьбой прекратить гонения на протестантов. Однако 5 декабря 1560 года ещё не достигший 17-летия король внезапно скончался в Орлеане.
Через год, в 1561 году Т. Беза на религиозной конференции в Пуатье ознакомил с Исповеданием нового короля Франции, Карла IX.
Через несколько лет Галликанское исповедание получило одобрение в Германии: в 1568 году в Везеле (Вестфалия), и в 1571 году — в Эмдене (Нижняя Саксония).
В 1571 г. в Ла-Рошели, ставшей центром французской Реформации, состоялся VII Национальный синод. В числе почётных гостей на нём присутствовали Иоанна III, королева Наваррская, её сын Генрих Наваррский (впоследствии король Генрих IV), принц Луи Конде, адмирал Г. Колиньи и другие высокопоставленные французские гугеноты. Текст Галликанского исповедания был зачитан всем присутствовавшим на синоде представителям конгрегаций и гостям, а затем подписан ими. После этой торжественной процедуры Галликанское исповедание получило второе название — Ла-Рошельское исповедание.
- Иоанна III, королева Наварры
(Жанна д’Альбре)
- Генрих Наваррский
- Генрих I де Бурбон, второй принц де Конде
- Гаспар II де Колиньи.
Погиб в Варфоломеевскую ночь на 24 августа 1572 года

Галликанское исповедание сохраняло значение для Реформатской церкви Франции вплоть до конца XIX века.

## Структура и содержание
Галликанское исповедание имеет подзаголовок «Исповедание веры, составленное при общем согласии французами, которые желают жить в соответствии с чистотой Евангелия Господа нашего Иисуса Христа», написано на французском языке, каждая статья сопровождается ссылками на Библию.
Галликанское исповедание состоит из 40 статей в четырёх разделах:
1. Бог
2. Христос
3. Святой Дух
4. Церковь

В современном издании исповедание разбито на восемь разделов:
- Статья 1 открывает первый раздел, посвящённый Богу. Здесь приводится перечень его атрибутов: вечный, неизменный, всемогущий и т. д.
- Статья 2 говорит об откровениях Бога человеку. Здесь на первое место ставится откровение Бога человеку через творение и лишь потом через его Слово.
- Статьи 3–5 посвящены Священному Писанию, которое названо здесь истинным Словом Божиим и единственным критерием веры. Здесь же перечисляются канонические книги Ветхого Завета и Нового Завета. В пятой статье упоминаются также Апостольский, Афанасиев и Никейский Символы веры (с добавлением Filioque) как «согласующиеся со словом Божиим»[3].
- Статья 6 — о трёх Божественных Ипостасях: о Боге-Отце, первопричине, первооснове и источнике всего сущего; о Сыне, Его вечном Слове Мудрости, извечно рождённом Отцом; о Св. Духе, Его энергии и силе, исходящем от Отца и Сына. Здесь также упоминается об отвержении всех ересей и сект, осуждённых «святыми докторами – свв. Иларием, Афанасием, Амвросием и Кириллом»[3].
- Статья 7 говорит, что Триединый Бог создал всё видимое и невидимое.
- Статья 8 — о том, что, не являясь источником зла, Бог использует бесов и грешников, обращая сделанное ими зло во благо.
- Статья 9 открывает второй раздел, о человеке и его грехах. Здесь говорится, что человек был создан непорочным и совершенным, но после грехопадения стал испорченным рабом греха, хотя и не потерял возможности различать добро и зло.
- Статьи 10–11 утверждают, что все потомки Адама находятся в «оковах первородного греха», и «даже младенцы в утробе матери» от него несвободны. Крещение не уничтожает греха, но по Божией благодати вменение греха отменяется[3].
- Статья 12 открывает третий раздел, посвящённый Иисусу Христу. Согласно своей вечной и неизменной цели Бог ещё до создания мира определяет одних ко спасению в Господе Иисусе Христе независимо от их заслуг, а только по Его Милости, а других — к осуждению, чтобы в этом «проявить Свою справедливость»[3]. Здесь хотя и говорится о предопределении, но сам термин не употребляется.
- Статья 13 постулирует, что Иисус Христос — всё, что необходимо для нашего спасения.
- Статья 14 продолжает, что в Иисусе Христе соединились 2 природы — божественная и человеческая. Он стал человеком, подобным нам, но в нём не было греха. В этой же статье отвергаются все древние ереси, касающиеся личности Христа, и особенно ересь М. Сервета, отрицающая божественную природу в Иисусе Христе.
- Статья 15 подробно рассматривает две природы Христа в одной ипостаси.
- Статьи 16–17 (начало четвёртого раздела) напоминают, что благодаря Крестной жертве Христа, мы примирились с Богом и получили прощение наших грехов.
- Статьи 18–20 подчёркивают, что оправдание основано на искупительной жертве Христа, без каких-либо заслуг с нашей стороны и даётся нам только по вере.
- Статьи 21–22 продолжают, что этой верой мы обновляемся и получаем особый дар вести святую жизнь во Святом Духе. Вера обязательно порождает добрые дела, но эти добрые дела не вменяются в нашу праведность, так как она покоится исключительно на искупительной жертве Христа.
- Статьи 23–24 указывают, что Христос — единственный Ходатай пред Богом-Отцом. На этой основе Галликанское исповедание отвергает заступничество святых и всё, что с точки зрения кальвинистов умаляет вседостаточность жертвы Иисуса Христа, а именно: чистилище, монашеские обеты, паломничества, посты, тайную исповедь и индульгенции.
- Статьи 25–28 составляют пятый раздел, о природе церкви. Здесь развивается мысль о том, что Церковь с её служением и проповедью Слова Божия является божественным институтом. Церковь следует уважать и повиноваться ей. Истинная Церковь — это сообщество верующих, согласных жить по Слову Божию и стремиться к святости. Хотя в Церкви могут оказаться лицемеры и безнравственные люди, они не способны запятнать церковь. Отвергнув «папство» за многочисленные суеверия, идолопоклонство и искажения Слова и Таинств, Исповедание констатирует, что следы истинной Церкви остались и в папстве благодаря силе и действенности Крещения, которое не зависит от личности священнослужителя. Поэтому крещённые «в папстве» не нуждаются в повторном Крещении[3].
- Статьи 29–33 составляют шестой раздел, об учреждениях Церкви. Истинная Церковь должна управляться пасторами, смотрителями и диаконами (фр. des pasteurs, des surveillants et diacres). Истинные пасторы имеют равные полномочия и власть и подчиняются одному вселенскому епископу — Иисусу Христу. Ни одна Церковь не может претендовать на господство над другой Церковью.
- Статьи 34–38 (седьмой раздел) посвящены Таинствам, которые дополняют Слово и определяются как «печати и обетования», данные по Божией милости для укрепления и поддержания нашей веры». Они являются внешними знаками, через которые Бог действует силой Своего Духа[3].

Исповедание признаёт существование только двух истинных Таинств: Крещения и Вечери Господней.
Крещение является печатью нашего усыновления, через него мы «прививаемся к Телу Христову», чтобы очиститься Его кровью и обновиться Святым Духом.
Вечеря Господня — свидетельство нашего союза со Христом, который истинно питает нас Своим «ломимым Телом» и «пролитой Кровью» посредством тайной и непостижимой силы Св. Духа. Но совершается это в «духовном плане» и по вере. Тот, кто подходит к престолу Господнему с истинной верой, получает Тело и Кровь Христа, которые питают душу не меньше, чем хлеб и вино питают тело. Не существует постоянного и «объективного» присутствия Бога в Евхаристии, как утверждают «паписты».
- Статьи 39–40 заключительного, восьмого раздела указывают на необходимость повиновения гражданским властям. Бог создал королевства, республики и другие формы государственного правления, как наследственные, так и избираемые, для того чтобы в обществе царили мир и порядок. Бог вложил в руки судей меч, чтобы они наказывали преступления против первой и второй заповедей Декалога. Таким образом, все должны повиноваться судьям, охотно и добровольно платить налоги, даже в том случае если правители неверующие. Те же, кто сопротивляется властям, совершают противозаконные действия и нарушают правопорядок и потому подлежат осуждению[3].